# Espostoopsis dybowskii
Espostoopsis dybowskii (Rol.-Goss.) Buxb. – gatunek sukulenta z rodziny kaktusowatych (Cactaceae), jedyny przedstawiciel monotypowego rodzaju Espostoopsis Buxb. Występuje w Brazylii (Bahia).

## Systematyka
Synonimy
Gerocephalus F.Ritter,
Pozycja systematyczna według APweb (aktualizowany system APG III z 2009)
Należy do rodziny kaktusowatych (Cactaceae) Juss., która jest jednym z kladów w obrębie rzędu goździkowców (Caryophyllales) i klasy roślin okrytonasiennych. W obrębie kaktusowatych należy do plemienia Trichocereeae, podrodziny Cactoideae.
Pozycja w systemie Reveala (1993-1999)
Gromada okrytonasienne (Magnoliophyta Cronquist), podgromada Magnoliophytina Frohne & U. Jensen ex Reveal, klasa Rosopsida Batsch, podklasa goździkowe (Caryophyllidae Takht.), nadrząd Caryophyllanae Takht., rząd goździkowce (Caryophyllales Perleb), podrząd Cactineae Bessey in C.K. Adams, rodzina kaktusowate (Cactaceae Juss.), rodzaj Espostoopsis Buxb.

## Zagrożenia
Gatunek Espostoopsis dybowskii został uznany za zagrożony wyginięciem i wpisany do Czerwonej księgi gatunków zagrożonych (kategoria zagrożenia EN)